# Benedikt Hartmann
Benedikt Hartmann (* 24. Mai 1873 in Reute; † 20. März 1955 in Schiers) war ein Schweizer reformierter Pfarrer.

## Leben
Benedikt Hartmanns Eltern waren Rudolf Hartmann und Marie Hartmann, geborene Schiess. Er war deren fünftes Kind und verbrachte seine Kindheit mit einer seiner Schwestern bei einem Onkel in Chur. Später brachte man sie in die Kinderhäuser der Basler Mission, wo sie eine strenge Erziehung erfuhren. Dann besuchte Hartmann das Gymnasium in Basel. Anschliessend studierte er an den Universitäten Basel und Göttingen Theologie.
In Davos nahm man ihn am 28. Juni 1896 in die evangelisch-rätische Synode auf, und er übernahm kurz darauf die Pfarrstelle in Serneus. Hier lernte er Mathilde Bühler kennen, welche er 1898 heiratete. Damit verbunden wechselte er zu den Gemeinden Thusis und Masein. 1905 berief man ihn nach Chur. Neben der dortigen Pfarrtätigkeit war er Mitglied des Stadtschulrats und überdies Präsident des Armenvereins.
Mit drei anderen Personen gründete Hartmann auch die Zeitschrift Neue Wege. Später allerdings distanzierte er sich von der Zeitschrift. 1910 kehrte er Chur ganz den Rücken zu und übernahm die Pfarrstellen Malans und Jenins. Die Evangelische Schule in Schiers bat Hartmann in dieser Zeit, Philosophie und Religion zu unterrichten, was dieser dann auch tat; 1918 ernannte man ihn zum Schuldirektor.
1926 stellte man ihn zusätzlich an der Bündner Kantonsschule in Chur als Lehrer an. Dort wurde ihm aufgetragen, Religion, Philosophie, Geschichte und Deutsch zu unterrichten. Diese Tätigkeit beschäftigte ihn, bis er 1938 in den Ruhestand trat, wozu er zu Schiers zurückkehrte. 1937 verlieh ihm die Universität Zürich für seine pädagogischen Betätigungen ein Ehrendoktorat.

## Werke
- Augen auf! 1. Aus unseren Städten, Dörfern und Häusern; 2. Bündner Friedhöfe; 4. Das Engadiner Museum des Richard Campell. Chur 1906–1909.
- Alte Bündner Bauweise und Volkskunst. Chur 1914.